# Giải Goya cho đạo diễn xuất sắc nhất
Giải Goya cho đạo diễn xuất sắc nhất (tiếng Tây Ban Nha: Premio Goya a la mejor dirección) là một trong các giải Goya dành cho đạo diễn của một phim, được bầu chọn là xuất sắc nhất trong năm. Giải này được lập từ năm 1986.

## Các đạo diễn đoạt giải & được đề cử

### Thập niên 1980
| Năm  | Đạo diễn           | Tên phim tiếng Anh                        | Tên gốc                                  |
| ---- | ------------------ | ----------------------------------------- | ---------------------------------------- |
| 1986 | Fernando Fernán    | Voyage to Nowhere                         | El viaje a ninguna parte                 |
| 1986 | Emilio Martínez    | Lulu by Night                             | Lulú de noche                            |
| 1986 | Pilar Miró         | Werther                                   |                                          |
| 1987 | José Luis Garci    | Course Completed                          | Asignatura aprobada                      |
| 1987 | Vicente Aranda     | Anguish                                   | Angustia                                 |
| 1987 | Bigas Luna         | El Lute: Run for Your Life                | El Lute: camina o revienta               |
| 1988 | Gonzalo Suárez     | Rowing with the Wind                      | Remando al viento                        |
| 1988 | Pedro Almodóvar    | Women on the Verge of a Nervous Breakdown | Mujeres al borde de un ataque de nervios |
| 1988 | Ricardo Franco     | Berlin Blues                              | Berlín Blues                             |
| 1988 | Antonio Mercero    | Wait for Me in Heaven                     | Espérame en el cielo                     |
| 1988 | Francisco Regueiro | Winter Diary                              | Diario de invierno                       |
| 1989 | Fernando Trueba    | Twisted Obsession                         | El sueño del mono loco                   |
| 1989 | Vicente Aranda     | If They Tell You I Fell                   | Si te dicen que caí                      |
| 1989 | Fernando Fernán    | The Sea and the Weather                   | El mar y el tiempo                       |
| 1989 | Josefina Molina    | Esquilache                                | Esquilache                               |
| 1989 | Agustí Villaronga  | Moon Child                                | El niño de la luna                       |

### Thập niên 1990
| Năm  | Đạo diễn                | Tên phim tiếng Anh        | Tên gốc                    |
| ---- | ----------------------- | ------------------------- | -------------------------- |
| 1990 | Carlos Saura            | ¡Ay, Carmela!             | ¡Ay, Carmela!              |
| 1990 | Pedro Almodóvar         | Tie Me Up! Tie Me Down!   | ¡Átame!                    |
| 1990 | Montxo Armendáriz       | Letters from Alou         | Las cartas de Alou         |
| 1991 | Vicente Aranda          | Lovers                    | Amantes                    |
| 1991 | Pilar Miró              | Prince of Shadows         | Beltenebros                |
| 1991 | Imanol Uribe            | The Dumbfounded King      | El rey pasmado             |
| 1992 | Fernando Trueba         | The Age of Beauty         | Belle époque               |
| 1992 | Bigas Luna              | A Tale of Ham and Passion | Jamón, jamón               |
| 1992 | Pedro Olea              | The Fencing Master        | El maestro de esgrima      |
| 1993 | Luis García Berlanga    | Everyone to Jail          | Todos a la cárcel          |
| 1993 | Vicente Aranda          | Intruder                  | Intruso                    |
| 1993 | Juanma Bajo Ulloa       | The Dead Mother           | La madre muerta            |
| 1994 | Imanol Uribe            | Running Out of Time       | Días contados              |
| 1994 | Vicente Aranda          | Turkish Passion           | La pasión turca            |
| 1994 | José Luis Garci         | Cradle Song               | Canción de cuna            |
| 1995 | Álex de la Iglesia      | The Day of the Beast      | El día de la bestia        |
| 1995 | Pedro Almodóvar         | The Flower of My Secret   | La flor de mi secreto      |
| 1995 | Manuel Gómez Pereira    | Mouth to Mouth            | Boca a boca                |
| 1996 | Pilar Miró              | The Dog in the Manger     | El perro del hortelano     |
| 1996 | Julio Medem             | Earth                     | Tierra                     |
| 1996 | Imanol Uribe            | Bwana                     | Bwana                      |
| 1997 | Ricardo Franco          | The Lucky Star            | La buena estrella          |
| 1997 | Adolfo Aristarain       | Martín (Hache)            | Martín (Hache)             |
| 1997 | Montxo Armendáriz       | Secrets of the Heart      | Secretos del corazón       |
| 1998 | Fernando León de Aranoa | Barrio                    | Barrio                     |
| 1998 | Alejandro Amenábar      | Open Your Eyes            | Abre los ojos              |
| 1998 | José Luis Garci         | The Grandfather           | El abuelo                  |
| 1998 | Fernando Trueba         | The Girl of Your Dreams   | La niña de tus ojos        |
| 1999 | Pedro Almodóvar         | All About My Mother       | Todo sobre mi madre        |
| 1999 | José Luis Cuerda        | Butterfly's Tongue        | La lengua de las mariposas |
| 1999 | Gracia Querejeta        | By My Side Again          | Cuando vuelvas a mi lado   |
| 1999 | Benito Zambrano         | Alone                     | Solas                      |

### Thập niên 2000
| Năm  | Đạo diễn                | Tên phim tiếng Anh         | Tên gốc                         |
| ---- | ----------------------- | -------------------------- | ------------------------------- |
| 2000 | José Luis Borau         | Leo                        | Leo                             |
| 2000 | Jaime Chávarri          | Kisses for Everyone        | Besos para todos                |
| 2000 | Álex de la Iglesia      | Common Wealth              | La comunidad                    |
| 2000 | José Luis Garci         | You're the One             | Una historia de entonces        |
| 2001 | Alejandro Amenábar      | The Others                 | The Others                      |
| 2001 | Vicente Aranda          | Mad Love                   | Juana la Loca                   |
| 2001 | Agustín Díaz            | Don't Tempt Me             | Sin noticias de Dios            |
| 2001 | Julio Medem             | Sex and Lucia              | Lucía y el sexo                 |
| 2002 | Fernando León de Aranoa | Mondays in the Sun         | Los lunes al sol                |
| 2002 | Pedro Almodóvar         | Talk to Her                | Hable con ella                  |
| 2002 | Antonio Hernández       | In the City Without Limits | En la ciudad sin límites        |
| 2002 | Emilio Martínez         | The Other Side of the Bed  | El otro lado de la cama         |
| 2003 | Icíar Bollaín           | Take My Eyes               | Te doy mis ojos                 |
| 2003 | Isabel Coixet           | My Life Without Me         | Mi vida sin mí                  |
| 2003 | Cesc Gay                | In the City                | En la ciudad                    |
| 2003 | David Trueba            | Soldiers of Salamina       | Soldados de Salamina            |
| 2004 | Alejandro Amenábar      | The Sea Inside             | Mar adentro                     |
| 2004 | Pedro Almodóvar         | Bad Education              | La mala educación               |
| 2004 | Adolfo Aristarain       | Roma                       | Roma                            |
| 2004 | Carlos Saura            | The Seventh Day            | El séptimo día                  |
| 2005 | Isabel Coixet           | The Secret Life of Words   | La vida secreta de las palabras |
| 2005 | Montxo Armendáriz       | Obaba                      | Obaba                           |
| 2005 | Alberto Rodríguez       | 7 Virgins                  | 7 vírgenes                      |
| 2005 | Benito Zambrano         | Habana Blues               | Habana Blues                    |
| 2006 | Pedro Almodóvar         | To Return                  | Volver                          |
| 2006 | Agustín Díaz            | Alatriste                  | Alatriste                       |
| 2006 | Manuel Huerga           | Salvador                   | Salvador                        |
| 2006 | Guillermo del Toro      | Pan's Labyrinth            | El laberinto del fauno          |
| 2007 | Jaime Rosales           | Solitary Fragments         | La soledad                      |
| 2007 | Icíar Bollaín           | Mataharis                  | Mataharis                       |
| 2007 | Emilio Martínez         | 13 Roses                   | Las 13 rosas                    |
| 2007 | Gracia Querejeta        | Seven Billiard Tables      | Siete mesas de billar francés   |
| 2008 | Javier Fesser           | Camino                     | Camino                          |
| 2008 | José Luis Cuerda        | The Blind Sunflowers       | Los girasoles ciegos            |
| 2008 | Agustín Díaz            | Just Walking               | Sólo quiero caminar             |
| 2008 | Álex de la Iglesia      | The Oxford Murders         | The Oxford Murders              |
| 2009 | Daniel Monzón           | Cell 211                   | Celda 211                       |
| 2009 | Juan José Campanella    | The Secret in Their Eyes   | El secreto de sus ojos          |
| 2009 | Alejandro Amenábar      | Agora                      | Agora                           |
| 2009 | Fernando Trueba         | The Dancer and the Thief   | El baile de la victoria         |

### Thập niên 2010
| Năm  | Đạo diễn           | Tên tiếng Anh                  | Tên gốc                        |
| ---- | ------------------ | ------------------------------ | ------------------------------ |
| 2010 | Agustí Villaronga  | Black Bread                    | Pa negre                       |
| 2010 | Rodrigo Cortés     | Buried                         | Buried                         |
| 2010 | Álex de la Iglesia | The Last Circus                | Balada triste de trompeta      |
| 2010 | Icíar Bollaín      | Even the Rain                  | También la lluvia              |
| 2011 | Enrique Urbizu     | No habrá paz para los malvados | No habrá paz para los malvados |
| 2011 | Pedro Almodóvar    | The Skin I Live In             | La piel que habito             |
| 2011 | Mateo Gil          | Blackthorn                     | Blackthorn                     |
| 2011 | Benito Zambrano    | La voz dormida                 | La voz dormida                 |